# Singlés

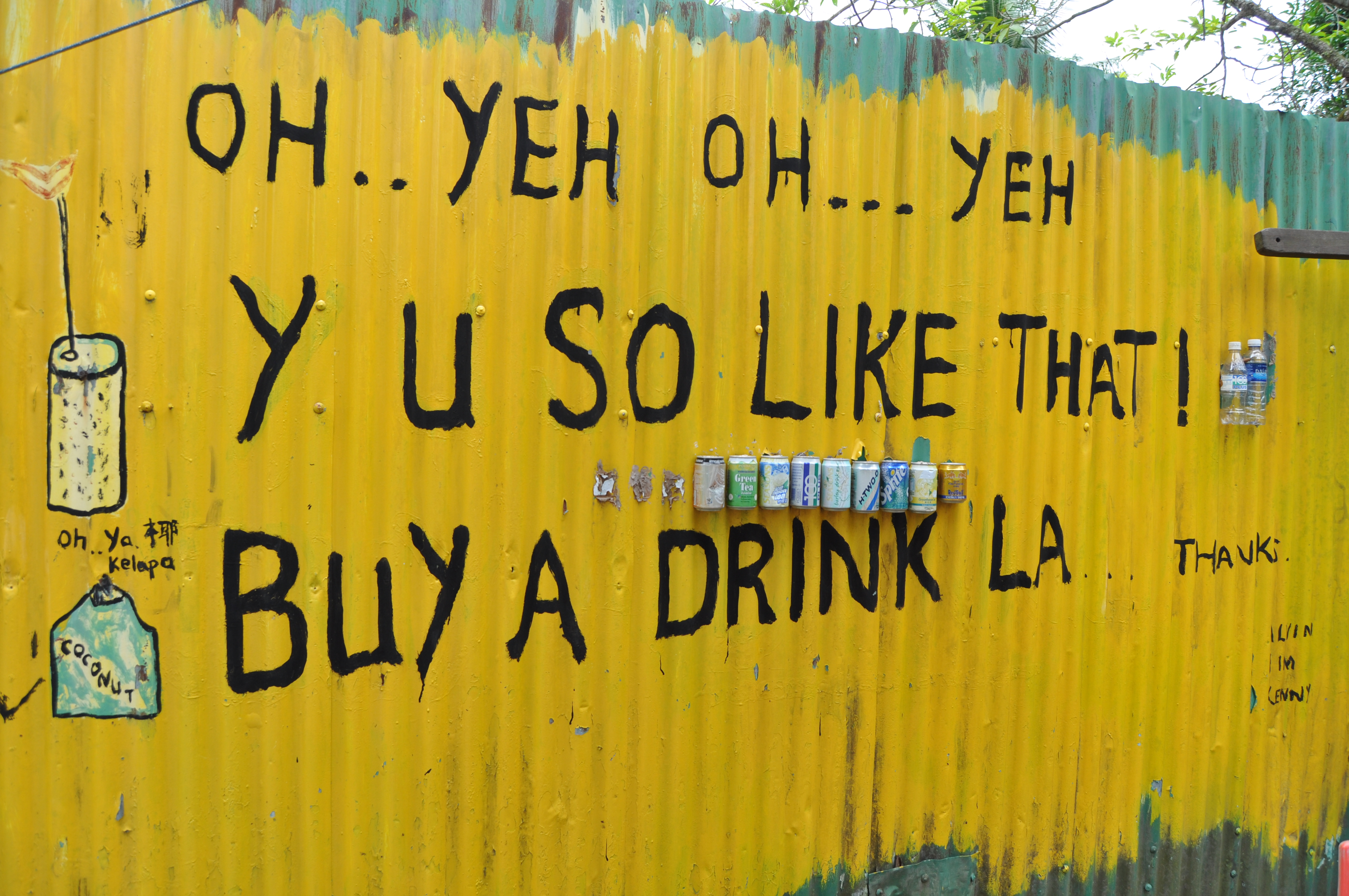
Un anuncio en singlés pintado en una valla en el exterior de un café en Pulau Ubin, Singapur.

El inglés coloquial singapurense, más conocido como singlés, es una lengua criolla basada en el inglés que se habla en Singapur. El término «singlés» es una mezcla de «inglés» y «Singapur», y fue usado por primera vez en 1973.
Dado que el inglés es uno de los idiomas oficiales de Singapur, se considera que el singlés tiene poco prestigio.  El gobierno de Singapur y algunos singapurenses por igual desalientan fuertemente el uso del singlés en favor del inglés estándar. El singlés también es muy desalentado en los medios de comunicación y en las escuelas. Sin embargo, recientemente ha habido un aumento en el interés por la utilización del inglés, lo que ha dado lugar a varios diálogos nacionales. En 2016, el diccionario de inglés de la universidad de Oxford (en inglés: Oxford English Dictionary; OED) anunció que había añadido 19 términos - «ang moh», «shiok» y «sabo» - tanto en su versión en línea como impresa.

## Historia
El singlés se originó con la llegada de los británicos y el establecimiento de escuelas de inglés en Singapur. Pronto, el inglés se filtró fuera de las escuelas y en las calles, para ser usado por personas que no hablaban inglés en una forma similar al pidgin con fines de comunicación. Después de algún tiempo, esta nueva forma de inglés, empezando a ser cargada con influencias sustanciales del inglés indio, el baba, el malayo nativo y las variedades sureñas de chino, se convirtió en el idioma de las calles y comenzó a aprenderse como primera lengua por derecho propio.

## Sociolecto continuo
Cada uno de los siguientes significa lo mismo, pero las versiones del basilecto y del mesolecto incorporan algunas adiciones coloquiales con fines ilustrativos:
|  |  | Basilecto («Singlés») «Wah lao! Dis guy Singlish si beh hiong sia.» |  | Mesolecto «Dis guy Singlish damn good eh.» |  | Acrolecto («Estándar») «This person's Singlish is very good.» |  |  |

El singlés es comúnmente considerado de bajo prestigio en Singapur. Por esta razón, no se utiliza en la comunicación formal. El inglés estándar de Singapur es el preferido por muchos singapurenses. Sin embargo, el desánimo oficial y la censura rutinaria del singlés son contrarrestados por otras presentaciones en los principales medios de comunicación, incluyendo el uso rutinario por parte de la gente común en entrevistas callejeras que se transmiten diariamente en la televisión y la radio, así como el uso ocasional en los periódicos.

## Vocabulario
El singlés se parece formalmente al inglés británico (en términos de ortografía y abreviaturas), aunque las convenciones de nomenclatura son una mezcla de las estadounidenses y británicas (con las estadounidenses en aumento). Por ejemplo, los medios de comunicación locales tienen «sports pages» (deporte en inglés británico) y «soccer coverage» (el uso de la palabra «soccer» no es común en los medios de comunicación británicos). El singlés también usa muchas palabras prestadas de Hokkien, y del malayo. En muchos casos, las palabras en inglés toman el significado de sus contrapartes chinas, lo que resulta en un cambio de significado.